# Evapotranspiracija
Evapotranspiracija je složen proces sastavljen od gubitka vode kroz atmosfersko isparavanje i isparivog gubitka vode kroz životne procese biljaka. Potencijalna evapotranspiracija je, dakle, količina vode koja bi mogla ispariti u bilo kom području. Tucson u Arizoni prima oko 300 milimetara kiše godišnje, a ipak bi godišnje moglo ispariti oko 2.500 milimetara vode. Drugim riječima, oko 8 puta više vode bi moglo ispariti iz područja nego što je stvarno padne. Stope evapotranspiracije u područjima poput Aljaske su mnogo niže, pa dok ta područja primaju minimalnu količinu oborina, ona bi trebalo da budu označena kao posebnost u jednostavnoj definiciji pustinje: mjesto gdje isparavanje prelazi količinu oborina.